# Elektropneumatische Bremse
Die Elektropneumatische Bremse (ep- oder EP-Bremse) ist eine elektropneumatisch gesteuerte automatische Druckluftbremse bei Eisenbahnen.

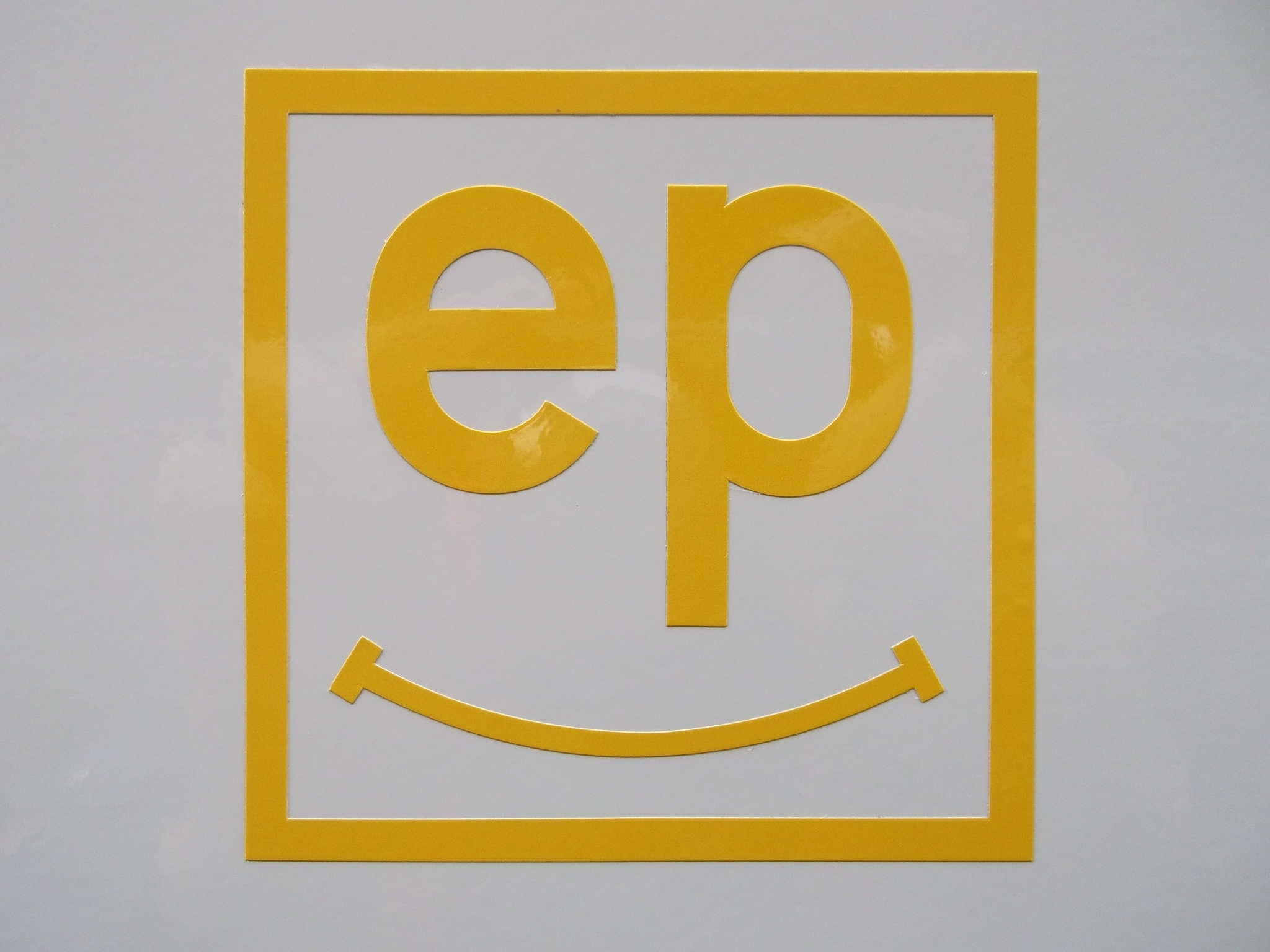
Bremsanschrift an einem Wagen mit elektropneumatischer Bremse

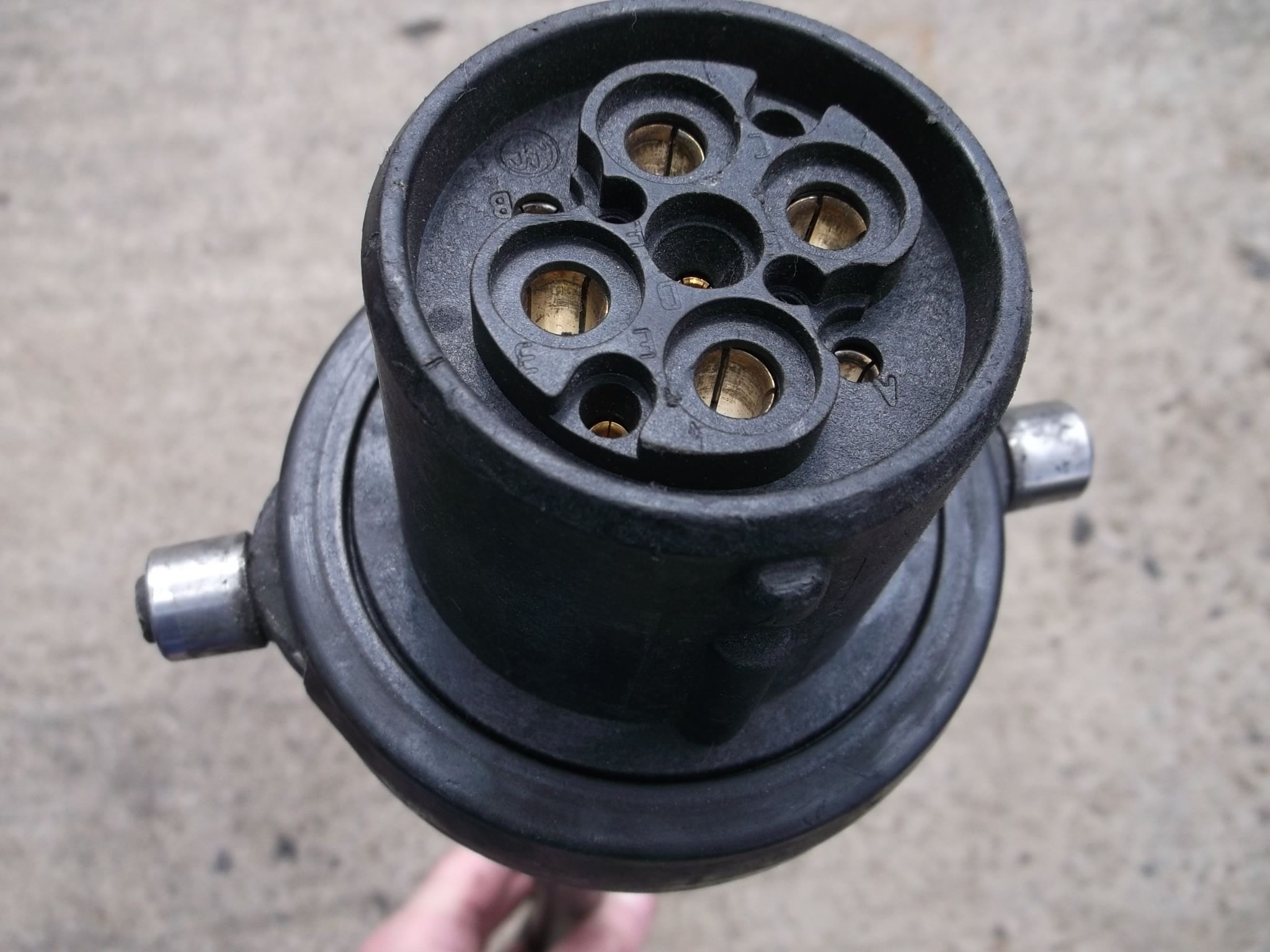
Neunpoliger Stecker der Steuerleitung für UIC-ep-Bremse

Die ep-Bremse ermöglicht das gleichzeitige Bremsen oder Lösen aller Fahrzeuge unabhängig von der Länge des Zuges. Das ist bei der reinen Druckluftbremse wegen der auf etwa 280 m/s begrenzten Durchschlagsgeschwindigkeit nicht möglich. Die ep-Bremse steuert gleichzeitig alle Bremsapparate elektrisch an und ermöglicht dadurch eine gleichmäßige Bremsung mit geringsten Längsdruckkräften im Zug. Die Nutzung der ep-Bremse bietet sich insbesondere bei Personenwagen an, die ohnehin elektrische Energie nutzen und zur Versorgung bremsfremder Verbraucher wie Tür- und WC-Steuerungen oder Luftfederungen mit einer Hauptluftbehälterleitung ausgestattet sind.
Das Triebfahrzeug ist mit einem Steuergerät ausgerüstet. Die einzelnen Wagen sind mit elektropneumatischen Ventilen ausgerüstet. Die Übertragung und Überwachung der elektrischen Steuerbefehle erfolgt über eine Steuerleitung (ep-Leitung). Die ep-Bremsen unterteilen sich in zwei Ausführungen:

## Indirekt wirkende ep-Bremse
Bei Reisezügen des Fernverkehrs hat sich die indirekt wirkende Zweileitungs-ep-Bremse durchgesetzt. Mit dem Führerbremsventil wird das Steuergerät auf dem Triebfahrzeug oder Steuerwagen betätigt, das einen elektrischen Brems- oder Lösebefehl abgibt, wenn der Druck in der Hauptluftleitung gesenkt oder erhöht wird. Diese Bremse arbeitet somit parallel mit der selbsttätigen Druckluftbremse. Jedes Fahrzeug besitzt zwei Elektroventile: ein Bremsventil und ein Löseventil. Das Bremsventil lässt Luft aus der Hauptluftleitung ausströmen. Das Löseventil verbindet die Hauptluftbehälterleitung mit der Hauptluftleitung und erhöht deren Druck, so dass die Bremse gelöst wird. Die indirekte ep-Bremse wirkt somit auf die automatische Druckluftbremse aller an die Hauptluftleitung gekuppelten Fahrzeuge. Fällt die elektropneumatische Steuerung aus, wird die Bremse rein pneumatisch über die Hauptluftleitung gesteuert.
Zum Einsatz kam die indirekt wirkende ep-Bremse aber erst mit der Forderung nach Fahrgast-Notbremsüberbrückungssystemen (NBÜ), mit denen ein Halt an ungünstigen Stellen unterbunden werden kann. Es kommen zwei unterschiedliche Systeme zum Einsatz:
- Die UIC-ep-Bremse nach Merkblatt 541-5 benutzt die UIC-Steuerleitung für die Übertragung der Brems- und Lösesignale. Damit ist sie auch für Fahrzeuge ohne eigene Energieversorgung wie z. B. Güterwagen verwendbar. Eine Überwachung der Steuerleitung auf Störungen und eine allfällige Zugtrennung kontrolliert die momentane Verfügbarkeit.
- die DB-ep-Bremse, die in Fernverkehrs-Reisezugwagen der Deutschen Bahn verwendet wird, nutzt das Informations- und Steuerkabel oder das Lautsprecherkabel zur Signalgebung. Die Schaltenergie für die Magnetventile wird der Spannungsversorgung der Wagen entnommen. Die Funktionstüchtigkeit der DB-ep-Bremse wird nicht überwacht.

Bei Güterzügen hat sich die ep-Bremse nicht durchgesetzt. Bei Zügen mit automatischer UIC-Mittelpufferkupplung und großem Kupplungsspiel kam es beim Einsatz der klassischen Druckluftbremse zu heftigen Reaktionen im Zug, die bis zu Entgleisungen führten. Die ep-Bremse erwies sich als wirksamste Methode zu deren Vermeidung. Da die Einführung der automatischen Kupplung unterblieb, verzichtete man auch auf die ep-Bremse in Güterzügen.

## Direkt wirkende ep-Bremse
Direkt wirkende ep-Bremsen werden vor allem in Nahverkehrstriebzügen verwendet. Ein Steuergerät auf dem Triebfahrzeug oder Steuerwagen ist mit dem Führerbremsventil oder dem maßgebenden Bedienelement kombiniert. Das Steuergerät gibt einen Brems- oder Lösebefehl ab, der proportional zur gewünschten Bremswirkung ist. Auf jedem Fahrzeug im Zug ist ein elektropneumatisches Ventil vorhanden, das abhängig vom Befehl in der elektrischen Steuerleitung den Druck in den Bremszylindern entsprechend reguliert.
Eine wesentliche Bedingung an die direkte ep-Bremse ist, dass die automatische Bremswirkung bei einer Zugtrennung gewährleistet ist. Dazu ist entweder eine zusätzliche indirekt wirkende Druckluftbremse eingebaut, oder der Zug wird mit einer aufwändigen elektrischen Sicherheitsschleife überwacht. Bestimmte Bauarten wie die OUT (Oerlikon-Universal-Triebwagenbremse) benutzen dazu auch spezielle Steuerventile, die sowohl über die Hauptluftleitung oder die direkte ep-Steuerung angesteuert werden können. 
Die direkte ep-Bremse ermöglicht die gemeinsame Verwendung der elektrodynamischen Bremse und der Druckluftbremse ohne händische Regelung durch den Triebfahrzeugführer. So kann selbst im Falle des Gleitens mit der dynamischen Bremse noch eine gemeinsame Wirkung der Bremsen erfolgen. Bei neueren Fahrzeugen übernimmt diese Aufgabe die Fahrzeugsteuerung zusammen mit dem Bremsrechner, siehe unten. 

## Datenbus- oder Zugbus-Bremse
Die Ansteuerung der indirekten und direkten ep-Bremse kann durch einen Datenbus erfolgen. Damit lassen sich auch zahlreiche Zusatzfunktionen wie Diagnose, Fernbetätigung oder ein kontinuierliches Blending leicht durchführen.
Solche Bremsen bestehen im Wesentlichen aus einem Triebfahrzeug-Steuerrechner, dem Zugbus auf Draht- oder Funkbasis und der Wagenausrüstung mit Elektronik und Pneumatik. Für Trieb- und Reisezüge findet als Zugbus der Wire Train Bus (WTB) Anwendung, der auf Zuglängen bis ca. 860 Meter ausgelegt ist. Innerhalb eines Fahrzeugs wird über einen Fahrzeugbus, z. B. dem Multifunction Vehicle Bus (MVB), kommuniziert. Für Güterzüge ist der WTB nicht geeignet, zumal andere Anforderungen im Vordergrund stehen. So sind für Güterzüge die mögliche Buslänge (mindestens 1000 Meter) und die Kosten entscheidend.